# Tecnosol

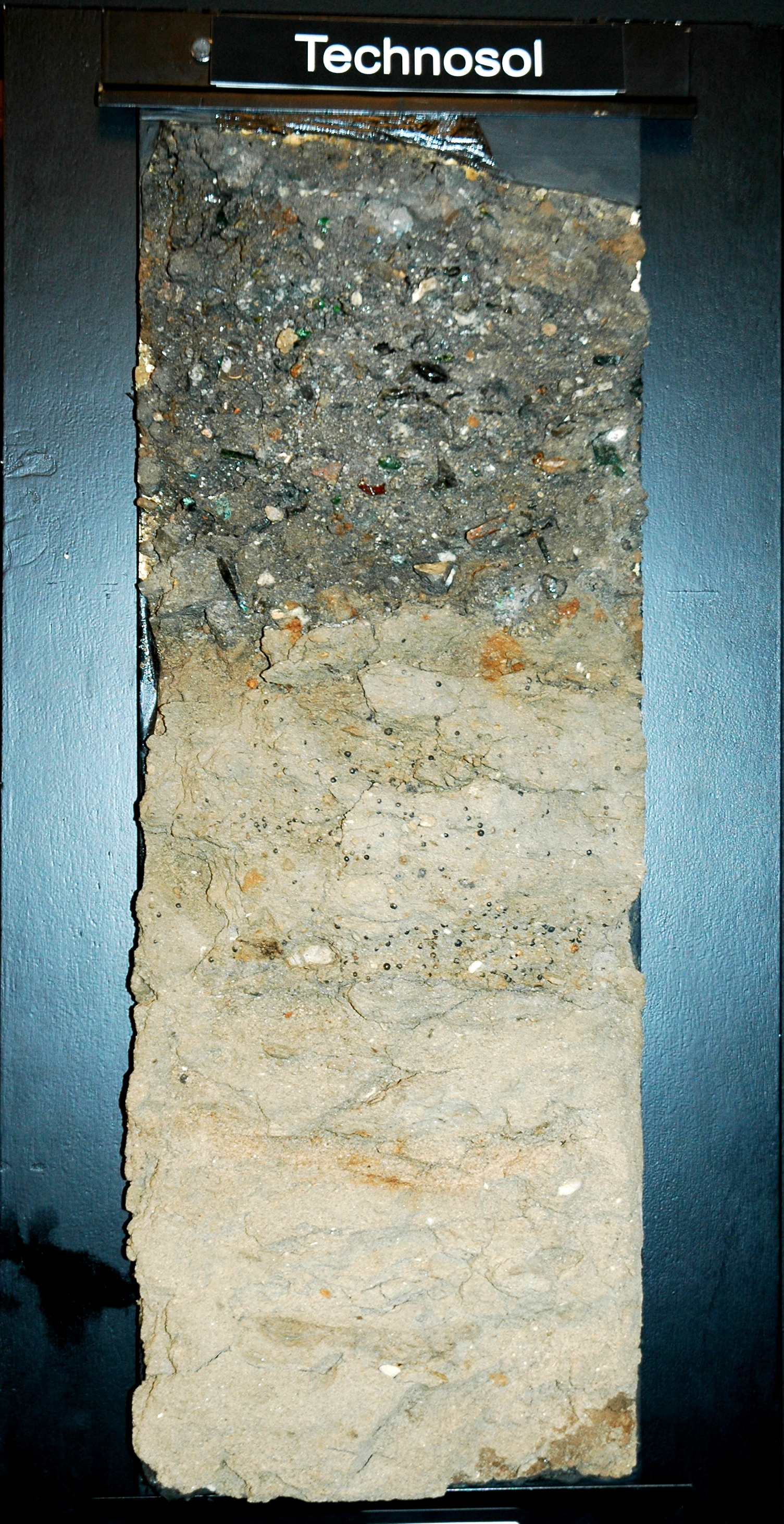
Perfil de un tecnosol

Un Tecnosol en la Base de Referencia Mundial de Recursos Suelos (WRB) es un Grupo de Suelos de Referencia que combina suelos cuyas propiedades y pedogénesis están dominadas por su origen técnico. Contienen una cantidad significativa de artefactos (algo en el suelo reconociblemente hecho o extraído de la tierra por humanos), algún tipo de revestimiento geotécnico, o están sellados por roca dura técnica (material duro creado por humanos, que tiene propiedades diferentes roca natural). Incluyen suelos provenientes de desechos (vertederos, lodos, cenizas, escombros de minas y cenizas), pavimentos con sus materiales subyacentes no consolidados, suelos con geomembranas y suelos construidos con materiales artificiales. Sin embargo, tecnosoles también puede referirse a una situación en la que suelo normal, como un Chernozem, se ha trasladado a una nueva ubicación para que actúe como relleno. Si este relleno es inferior a 50 cm, entonces el suelo se llama Tecnosol. Si el material de relleno tiene más de 50 cm de profundidad, entonces el relleno se designa por el suelo original utilizado para crear el relleno, en nuestro ejemplo, un Chernozem. Los tecnosoles a menudo se denominan suelos urbanos o mineros. Están reconocidas en el nuevo sistema ruso de clasificación de suelos como Formaciones Superficiales Tecnógenas.
Los tecnosoles se desarrollan sobre todo tipo de materiales fabricados o expuestos por la actividad humana que de otro modo no se producirían en la superficie terrestre. Ocurren principalmente en áreas urbanas e industriales , generalmente en áreas pequeñas, y pueden asociarse con otros grupos de suelos en un patrón complejo. Están estrechamente relacionados con los Antrosoles, que son suelos creados por la adición a largo plazo de materia orgánica a un suelo, como un antiguo jardín urbano. La mayoría de las investigaciones sobre suelos antropogénicos describen aspectos específicos de su biología, química o propiedades físicas, patrimonio cultural y geografía humana, erosión, desechos, contaminación, manejo de fertilizantes, taxonomía. Muy pocos de ellos,Intente responder a la pregunta: ¿Con qué rapidez inician la pedogénesis (es decir, la diferenciación de horizontes)? Un Technosol podría diferenciar los horizontes A y O a tasas de más de un centímetro por año. Los tecnosoles se encuentran en todo el mundo, por ejemplo en o cerca de ciudades, carreteras, minas, vertederos de basura, vertidos de petróleo y depósitos de cenizas volantes de carbón.
Estos suelos tienen más probabilidades de estar contaminados que otros suelos. Muchos Tecnosoles deben tratarse con cuidado ya que pueden contener sustancias tóxicas resultantes de procesos industriales.